# قومية تركية

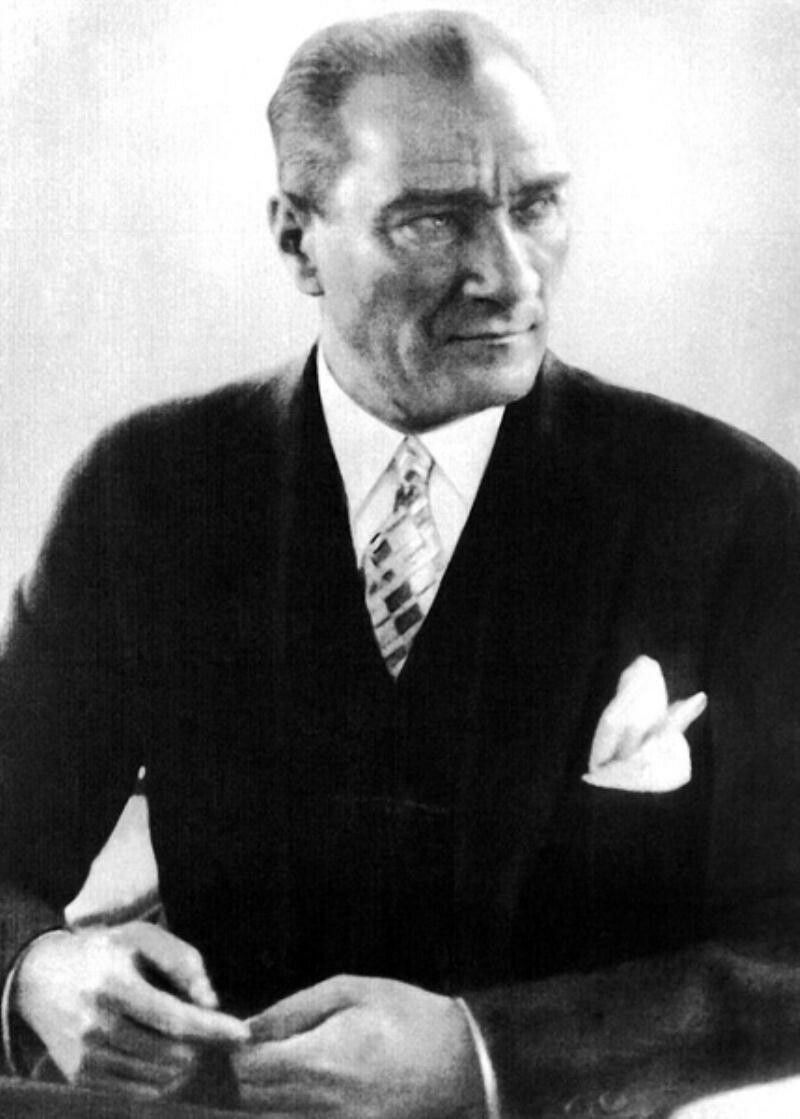
كمال أتاتورك، أحد القادة السياسيين في القرن 20

القومية التركية هي الأيديولوجية السياسية التي تعزز وتمجد الشعب التركي إما كجماعة قومية أو لغوية. ترتبط القومية التركية ارتباطا وثيقا مع مفهوم الوحدة التركية التي دعت إلى وحدة الشعوب التركية حول العالم. استلم القوميون الأتراك الحكم في أواخر عهد الدولة العثمانية عن طريق حزب تركيا الفتاة، وعقب انتهاء الحرب العالمية الأولى قاد هؤلاء الكفاح ضد احتلال الحلفاء للأراضي التركية.
يراها منتقدوها محاولة لتأكيد مكاسب الامبراطورية العثمانية سياسياً، وساهمت في صياغة بعض القوانين التي قد تعطي انطباعا بعدائها لحرية التعبير، مثل المادة 301 من قانون العقوبات. في مايو 2007، تم وضع قانون حيز التنفيذ يسمح لتركيا بحجب المواقع الإلكترونية التي تعتبر مهينة بحق مصطفى كمال أتاتورك.